# Мы все из Бюллербю
«Мы все из Бюллербю», в другом переводе — «Все мы — дети из Бюллербю» (швед. Alla vi barn i Bullerbyn) — книга шведской писательницы Астрид Линдгрен из серии Бюллербю.
В маленькой шведской деревне Бюллербю (со швед. — «шумная деревня») всего три дома. Здесь живут шестеро детей со своими родителями. Рассказчик, девочка Лиза (Лизи), которой 7 лет, описывает свою жизнь и ежедневные приключения. Лиза живёт в одном доме со своими старшими братьями Лассе и Буссе. В другом доме живут две девочки Бритта и Анна, а в третьем живёт мальчик Улле.
У Бюллербю есть прототип, деревня Sevedstorp в шведской провинции Смоланд. Отец писательницы родился в этой деревне, и сама Астрид говорила, что многие истории взяты из её детства.
- Все мы — дети из Бюллербю (швед. Alla vi barn i Bullerbyn), 1947. Перевод Нины Беляковой.
- Снова про детей из Бюллербю (швед. Mera om oss barn i Bullerbyn), 1949.
- Весело живётся в Бюллербю (швед. Bara roligt i Bullerbyn), 1952.

## Экранизации
- Мы все из Бюллербю (1960), режиссёр Улле Хелльбум.
- Мы все из Бюллербю (1986), режиссёр Лассе Халльстрём.
- Снова о детях из Бюллербю (1987), режиссёр Лассе Халльстрём.